# River Rescue
River Rescue, a volte sottotitolato Racing Against Time, è un videogioco d'azione del 1982 per Commodore VIC-20, Commodore 64, ZX Spectrum e Atari 8-bit. Fa parte di una serie di giochi prodotti dalla Thorn EMI Computer Software (poi conosciuta come Creative Sparks) tra il 1982 e il 1983. Una versione per TI-99/4A venne annunciata, ma mai pubblicata.
L'idea e il gameplay sono simili a quelle del gioco arcade del 1981 della Orca, River Patrol.

## Modalità di gioco
Il giocatore governa una nave su un fiume, che scorre da destra a sinistra attraversando lo schermo, con una visuale dall'alto. La nave deve evitare di scontrarsi con i vari ostacoli sul fiume - questi includono piccole isole, coccodrilli e ceppi di legno. Lo scopo del gioco è quello di soccorrere gli esploratori dispersi nella giungla.
La nave periodicamente passa vicino a un paio di moli sulle due sponde del fiume. Se la nave si avvicina a quello superiore un esploratore esce dalla giungla e sale sulla nave. Se ci si avvicina a quello inferiore invece si fanno scendere tutti gli esploratori correntemente sulla nave, che vengono considerati come soccorsi. A causa dello scorrimento automatico dello schermo, non è possibile fermarsi ad entrambi i moli in una volta, bisogna far salire l'esploratore a bordo e aspettare il molo successivo.
A seconda della versione e del livello, bisogna salvare tra i tre e i cinque esploratori per completare un round. Una volta completato un round, il gioco ricomincia, ma con una velocità maggiore.